# Monomitopus pallidus
Monomitopus pallidus är en fiskart som beskrevs av Smith och Radcliffe, 1913. Monomitopus pallidus ingår i släktet Monomitopus och familjen Ophidiidae. Inga underarter finns listade i Catalogue of Life.